# Любен Зидаров
Любен Христов Зидаров е български художник, който работи в областта на графиката, илюстрацията, живописта, стенния художествен текстил.

## Биография
Роден е на 23 декември 1923 година в Търново, но баща му е бежанец от Костур. Прадядо му майстор Трайко Димов е зидар, построил Сливенската часовникова кула. Завършва през 1948 г. живопис в Художествената академия в София в класа на проф. Илия Петров.
Работи като илюстратор на детските списания „Септемврийче“ (1948 – 1953), „Пламъче“ (1953 – 1958) и „Славейче“ (1958 – 1967). От 1967 до 1970 г. е главен художник на издателство „Народна младеж“.
През 70-те години на XX век е заместник-председател, а после и председател на Творческия фонд на СБХ. От 1996 до 1999 г. е председател на Съюза на българските художници. Умира на 3 януари 2023 година.
Негов син е изкуствоведът Филип Зидаров.

## Творчество
Любен Зидаров е сред първенците на българския комикс.
Автор е на илюстрациите в книги като „Приказки на Шехеразада“, „Български народни приказки“ на Ангел Каралийчев, „Островът на съкровищата“ на Робърт Луис Стивънсън, „Подир сенките на облаците“ на Пейо Яворов, „Морското вълче“ на Майн Рид, „Том Сойер“ на Марк Твен, „Чичо Томовата колиба“ на Хариет Бичър Стоу, „Приказки“ на Ханс Кристиан Андерсен, „Приказки от цял свят“ на Николай Райнов и други.
Преди 1989 г. Зидаров участва в националните изложби на илюстрацията и изкуството на българската книга и в представителни изложби в чужбина. Урежда множество самостоятелни изложби в София (1957, 1979, 1983), Варшава (1960), Пловдив (1977), Враца (1980), Велико Търново (1983), Шумен (1984), Кърджали (1984).
По-важни монументално-декоративни творби:
- „Моят град“ – гоблен, Музей на приложните изкуства, София (1970)

През 2019 г. илюстрира българските издания от поредицата „Хари Потър“, които предизвикват множество противоречиви реакции.

## Признание и награди
За творчеството си Любен Зидаров е удостоен с държавното звание Народен художник.
Носител на различни награди: сребърен медал (1959) и златен медал (1965) от Международната изложба на книгата в Лайпциг, награда на ДКМС за изкуство и култура (1970), наградата „Борис Ангелушев“ на СБХ за илюстрация (1976), както и орден „Кирил и Методий“ – I степен през 1963 година.
През 2014 г. е удостоен с голямата награда на Столичната община за цялостно творчество и специален принос в областта на културата.
През 2016 г. получава отличието „Златен век“ на Министерство на културата.
На 17 септември 2022 г. на тържествена сесия на Столичния общински съвет е удостоен със званието Почетен гражданин на София.